# Impatiens liangshanensis
Impatiens liangshanensis är en balsaminväxtart som beskrevs av Q.Luo. Impatiens liangshanensis ingår i släktet balsaminer, och familjen balsaminväxter. Inga underarter finns listade i Catalogue of Life.